# Julia Schily-Koppers
Julia Schily-Koppers, geboren als Julia Amalia Magdalena Koppers (* 10. Februar 1855 in Borken; † 6. Oktober 1944 in Parow) war eine deutsche Malerin der Düsseldorfer Schule. Sie malte insbesondere Stillleben, Porträts, Landschaften und akademische Genrebilder.

## Leben und Wirken
Julia Koppers, Tochter des Richters Albert Koppers (1813–1900) und seiner Ehefrau Auguste (1817–1908) aus Borken, erhielt ihre erste künstlerische Ausbildung bei dem Münsteraner Kirchenmaler Dominik Moser. Seit 1876 in Düsseldorf studierte sie bei Benjamin Vautier. Außerdem war sie Privatschülerin von Eduard Gebhardt und Wilhelm Sohn, wo unter anderem Paula Monjé und Sophie Meyer ihre Mitstudentinnen waren. Mit Margaret Harte aus England ging sie eine Ateliergemeinschaft ein. Zusammen mit Paula Monjé war sie 1878 mit einem Genrebild auf einer Ausstellung von Bismeyer & Kraus vertreten.
1883 erwarb Kaiser Wilhelm I. ihr Bild Gelegenheit macht Diebe.
Um 1889 bis 1891 wohnte Julia Koppers in Düsseldorf in der Rosenstraße Nr. 49 in unmittelbarer Nähe zu Gebhardt und Sohn. Im Januar 1892 heiratete sie den Ingenieur Leo Schily (1855–1920), mit dem sie vier Kinder hatte, von denen drei das Erwachsenenalter erreichten. Der ältere ihrer beiden Söhne war Franz Schily, ihre Enkel sind Konrad und Otto Schily.
Julia Schily-Koppers starb im Oktober 1944 in Parow bei Stralsund im Alter von 89 Jahren.
Das Stadtmuseum Borken zeigt in seiner ständigen Ausstellung eine Auswahl ihrer Werke. Ihr künstlerischer Nachlass wird im Rheinischen Archiv für Künstlernachlässe in Bonn aufbewahrt. Die Gesamtschule Borken-Raesfeld heißt ab 2019 „Julia-Koppers-Gesamtschule“, verbunden mit dem Untertitel „Gesamtschule der Stadt Borken mit Teilstandort in der Gemeinde Raesfeld; Schule der Sekundarstufe I und II“.

## Bildnis
- Fotografie: Borken, Stadtmuseum[10]

## Werke (Auswahl)

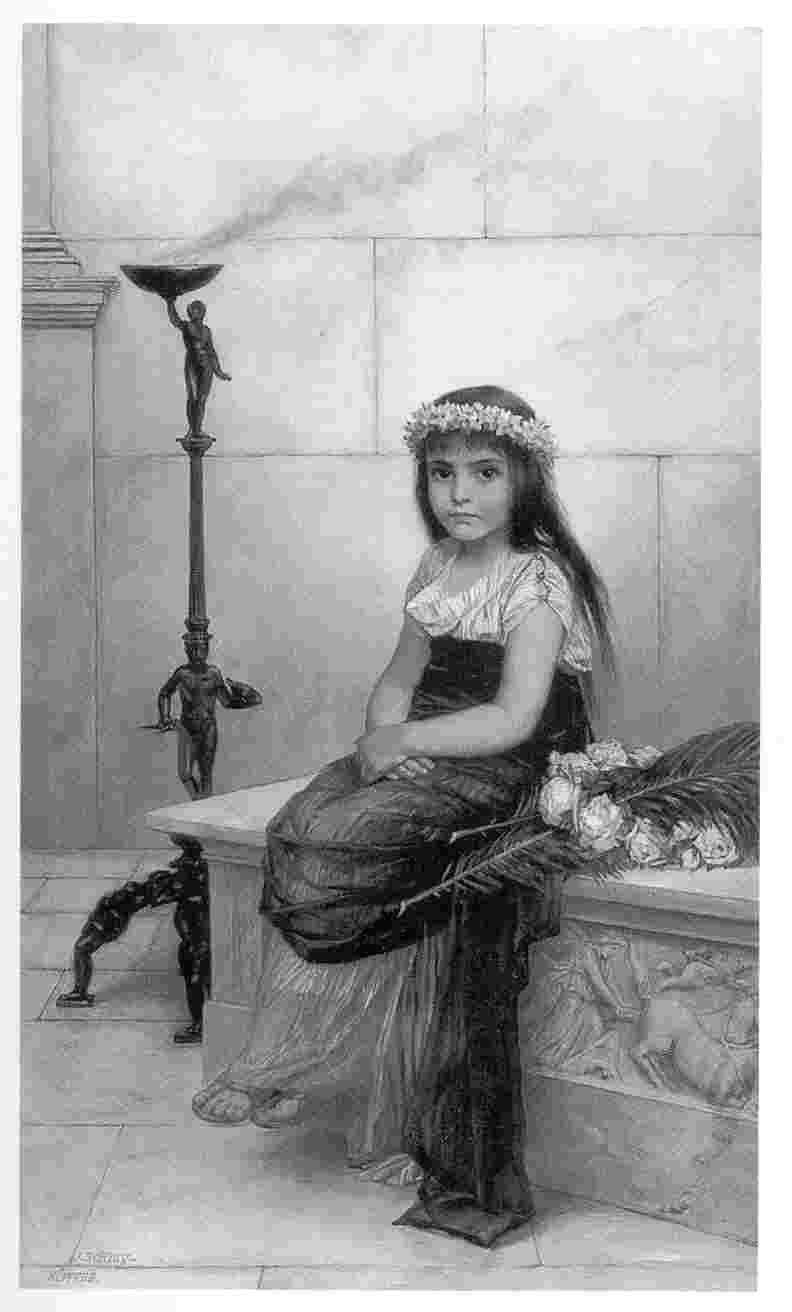
Schily-Koppers: Eine Waise, Akademische Kunstausstellung Dresden 1888

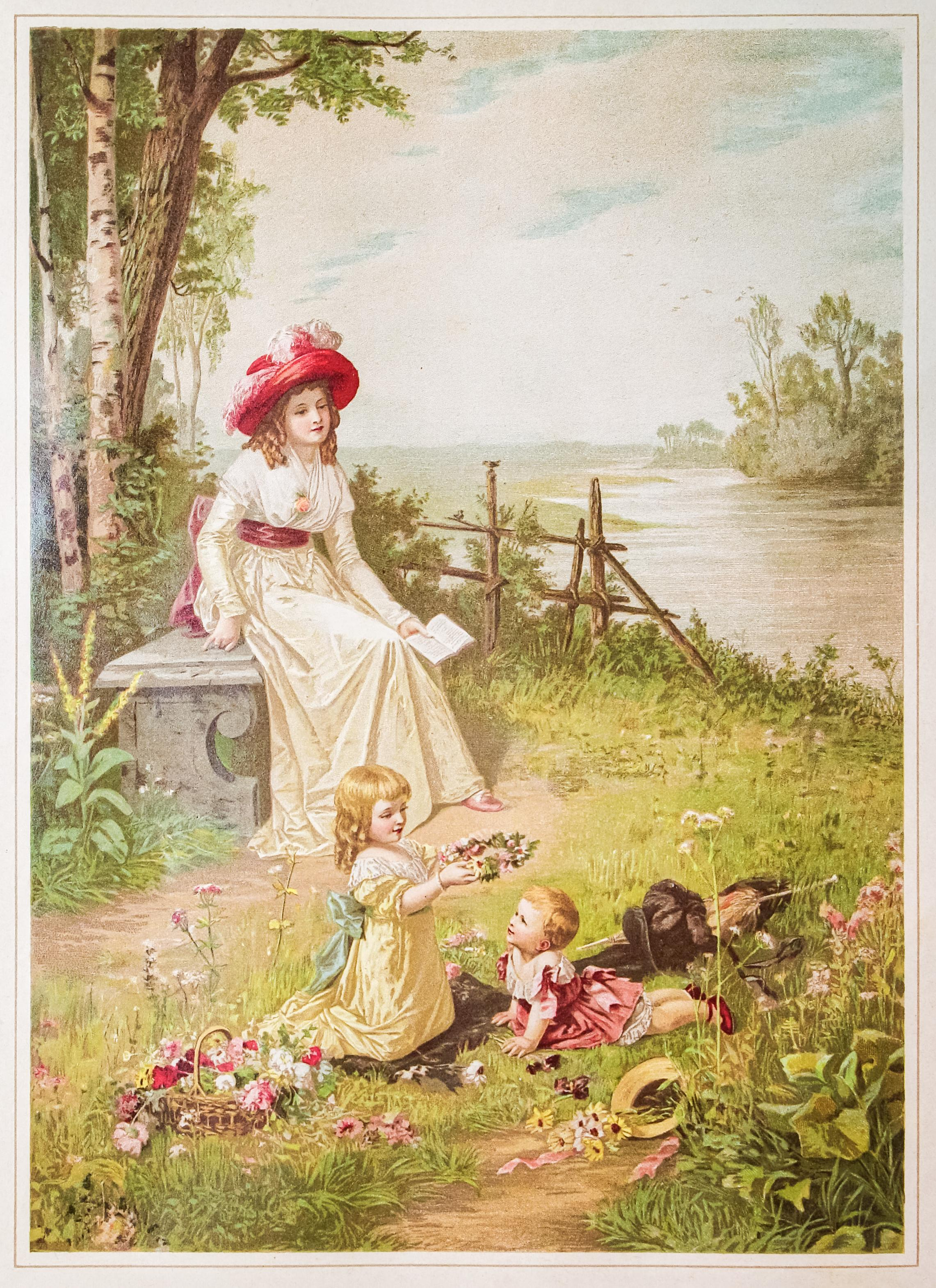
Die Gartenlaube, 1891. Kunstbeilage 3

- Unter der Linde (1878); ausgestellt: Kunstverein Düsseldorf 1878, Akademische Kunstausstellung Berlin 1878 (Katalog-Abbildung)
- Blumengeschmücktes Landmädchen mit Ziege, Auktionskatalog 162, Kunsthaus am Museum, Köln, 18. – 21.10.1995, Nr. 1479: Öl/Holz, 24 × 18 cm; signiert: Julia Koppers 1878
- Gelegenheit macht Diebe. Der Fruchtkorb eines eingeschlafenen Mädchens wird von zwei Jungen geplündert; ausgestellt: Akademische Kunstausstellung Berlin 1878 (Katalog-Abbildung). Reproduktion als Holzstich in: Ueber Land und Meer 1887. 1883 von Kaiser Wilhelm I. erworben. Auktionskatalog 588, Lempertz, Köln, 24. – 26.5.1982, Nr. 526: Öl/Holz, 43,5 × 32,5 cm; signiert: J. Schily-Koppers
- Zwei Großmütter. Vornehme Dame wird von Zigeunermädchen, dem eine Alte folgt, angebettelt, 1886; ausgestellt: Jubiläumsausstellung Berlin 1886; Frühjahrsausstellung des Kunstvereins Düsseldorf 1887; Hamburger Frühjahrsausstellung 1887. Reproduktion als Holzstich in: Ueber Land und Meer 1888
- Eine Waise. Kleines Mädchen sitzt auf einem Marmor-Sarkophag, daneben Palmzweige und ein Rosenkranz; ausgestellt: Akademische Kunstausstellung Dresden 1888
- Idyll. Dame auf einer Bank am See, dem Blumenspiel zweier Kinder zuschauend; ausgestellt: Akademische Kunstausstellung Berlin 1888 (Katalog-Abbildung)
- Der Maler im Patrizierhause, ein Kind malend; ausgestellt: Akademische Kunstausstellung Dresden 1889
- Kunst bringt Gunst; ausgestellt: 2. Jahresausstellung Düsseldorfer Künstler 1890; Internationale Ausstellung Berlin 1891
- Mutterglück; Junge Mutter in Renaissance-Kleidung mit Tochter und Baby in einem Hauserker; Blick durchs offene Fenster auf die Stadt; Holzstich in: Schorers Familienblatt, Bd. 6a, 1885, S. 533; Blätter für die Feierstunden 1892
- Quartett, Rötelzeichnung: ausgestellt: 3. internationale Aquarell-Ausstellung Dresden 1892, Nr. 1713
- Madonna am Quell, mit Jesuskind und Johannes dem Täufer; Reproduktion, Abbildung in: „1000 Bilder“, Hanfstaengl-Katalog, München, o. J., Nr. 12772, S. 269
- Blumenstilleben, 1926.
- Maitremse in der Vennestraße, 1935. Stadtmuseum Borken
- Rastende Jagdgesellschaft am Rhein
- Porträt Peter Cornelius, Stadtbibliothek Mainz[11]